# 중설 원순 중저모음
중설 원순 중저모음(中舌 圓脣 中低母音) 또는 중설 원순 중개모음(中舌 圓脣 中開母音)은 모음의 하나이다. 과거에는 ɔ̈로 표기하기도 했다.
- 이 모음은 혀의 위치를 전설모음과 후설모음의 중간으로 해서 발음하는 중설모음이다.
- 이 모음은 입술을 둥글게 해서 발음하는 원순모음이다.
- 이 모음은 혀의 위치를 저모음과 중모음의 중간 위치로 해서 발음하는 중저모음이다.

## 예시
| 언어          | 철자      | 발음         | 뜻     | 비고               |
| 아일랜드 영어 | but       | [bɞθ̠]        | 그러나 |                    |
| 나바호어      | tsosts'id | [tsʰɞstsˈɪt] | 7      |                    |
| 페로어        | høgur     | [ˈhɞːʋʊɹ]    | 높은   | 보통 'øː'로 기술됨 |